# 大鎌田村
大鎌田村（おおかまだむら）は山梨県中巨摩郡にあった村。現在の甲府市中心部の南南西、荒川右岸、身延線国母駅の南方一帯にあたる。

## 地理
- 河川：荒川 、鎌田川

## 歴史
- 1889年（明治22年）7月1日 - 町村制の施行により、大里村、鎌田村の区域をもって発足。
- 1954年（昭和29年）10月17日 - 甲府市に編入。同日大鎌田村廃止。

## 出身有名人
- 三神吾朗（野球選手）
- 三神八四郎（テニス選手）